# Нова-Руда
Нова-Руда (пол. Nowa Ruda, нем. Neurode) — город в Польше, входит в Нижнесилезское воеводство, Клодзский повят. Имеет статус городской гмины. Занимает площадь 37,04 км². Население — 25 240 человек (на 2007 год).
Расположен в юго-западной части Польши, недалеко от границы с Чехией, на реке Влодзица, в горах Судетах. 

## Уроженцы
- Венцкевич, Роберт (род. 1967) — польский актёр театра и кино.
- Зегер, Эрнст (1868—1939) — немецкий скульптор.
- Кайслер, Фридрих (1874—1945) — немецкий актёр театра и кино, театральный деятель, драматург, композитор.
- Пфейль, Иоахим — путешественник.
- Эккерт, Франц фон (1852—1916) — немецкий композитор, автор гимнов Японии и Корейской империи.

## Галерея

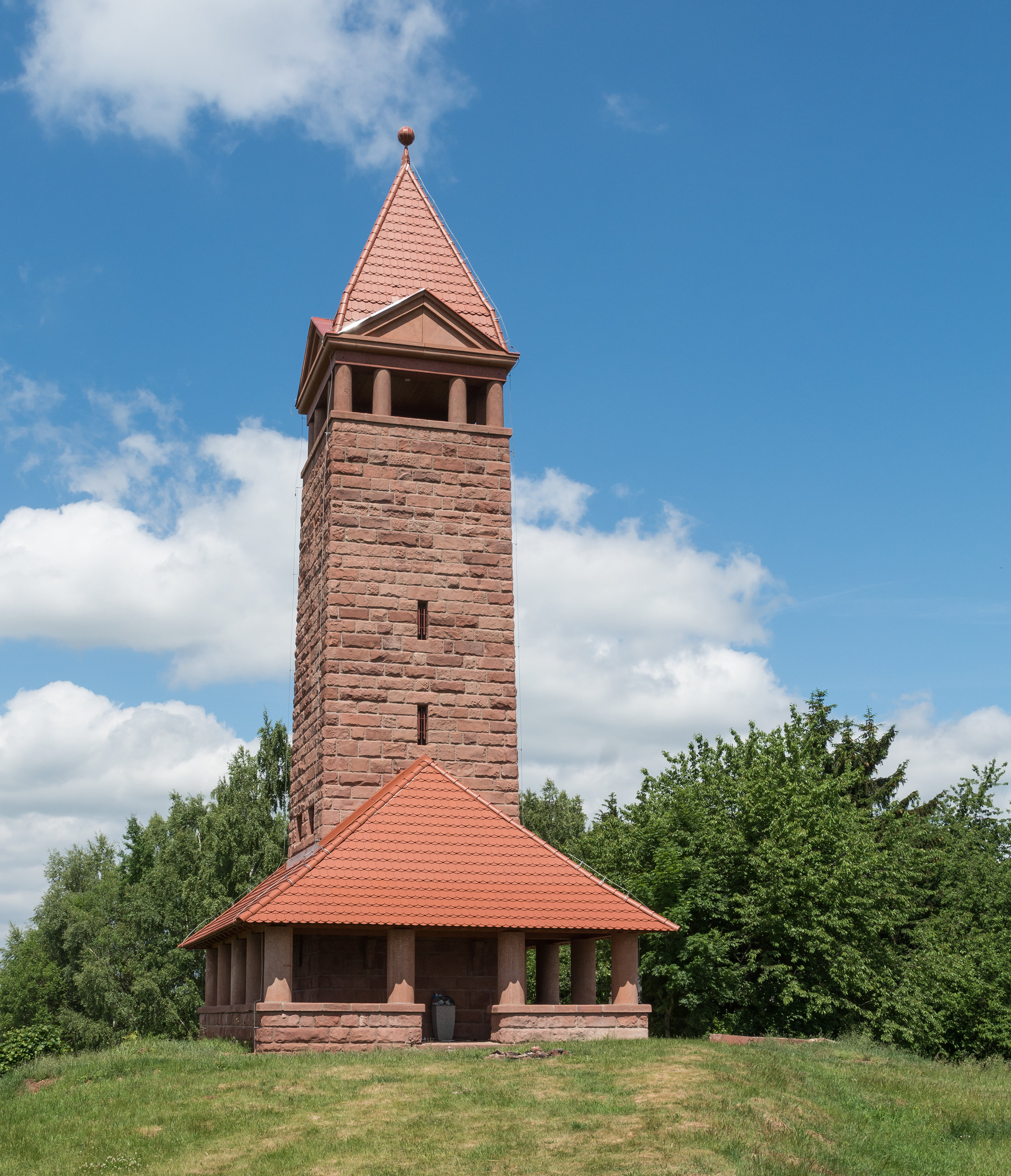
Башня
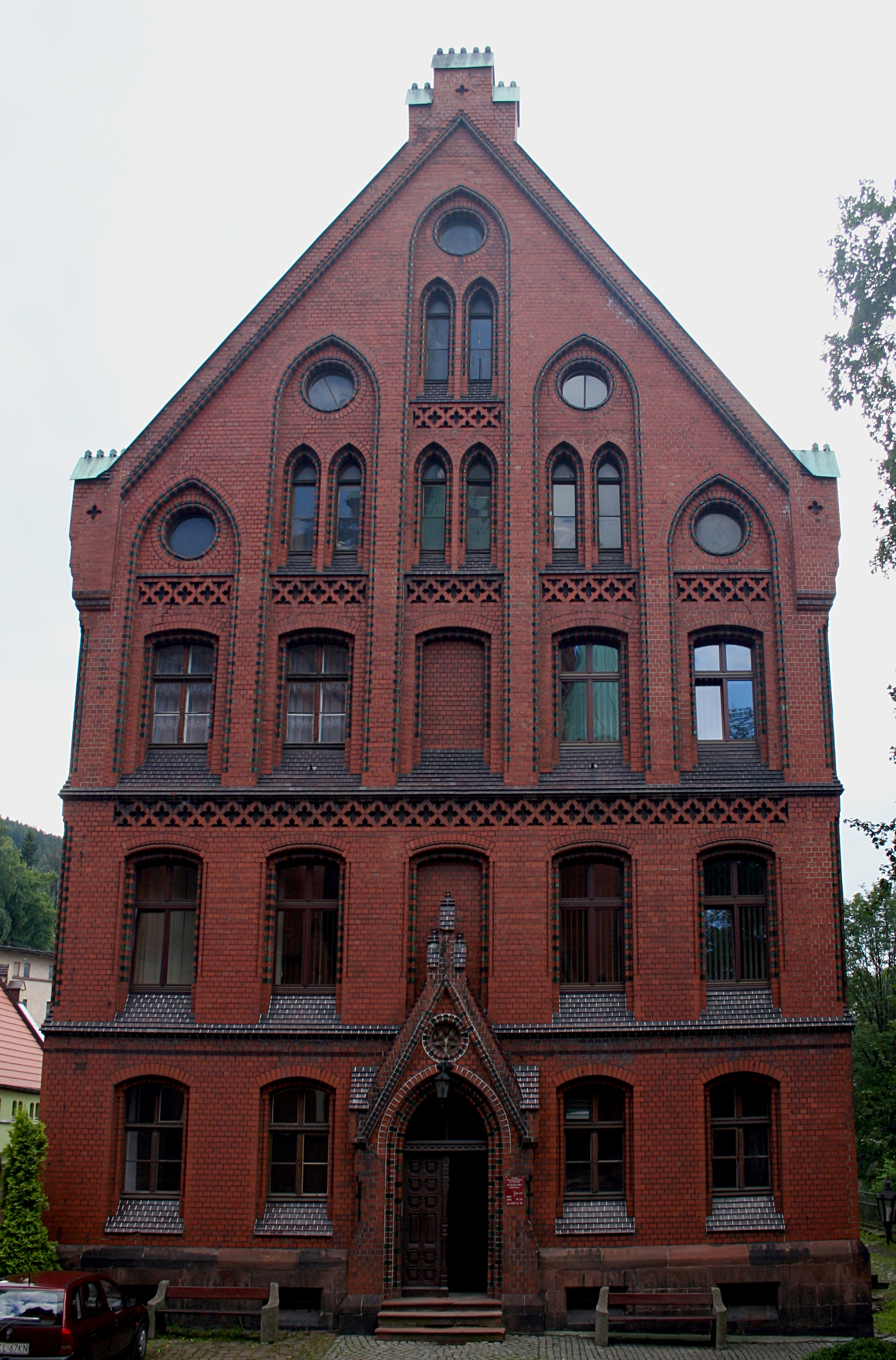
Церковь Св. Николая
Церковь Св. Николая
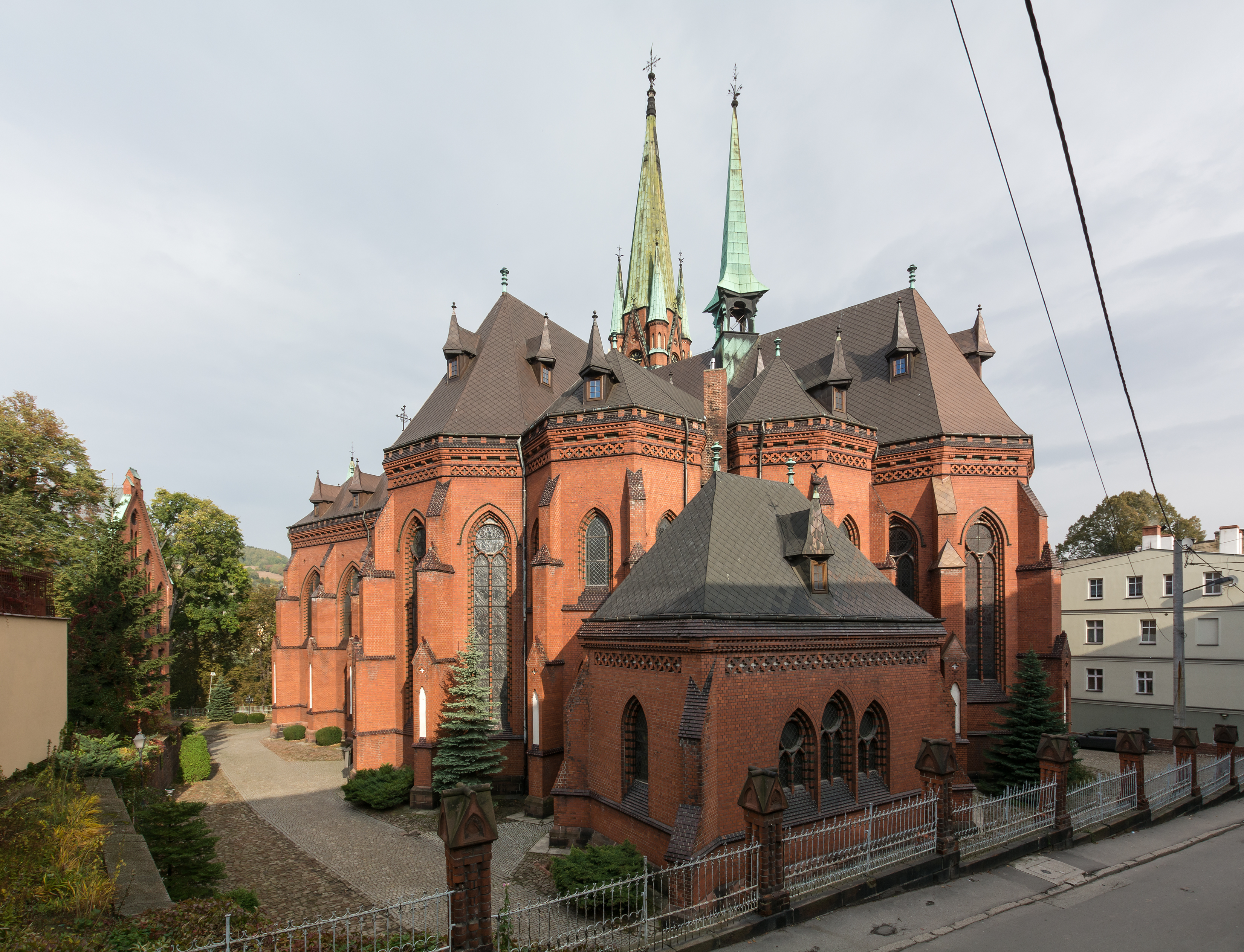
Церковь Св. Николая
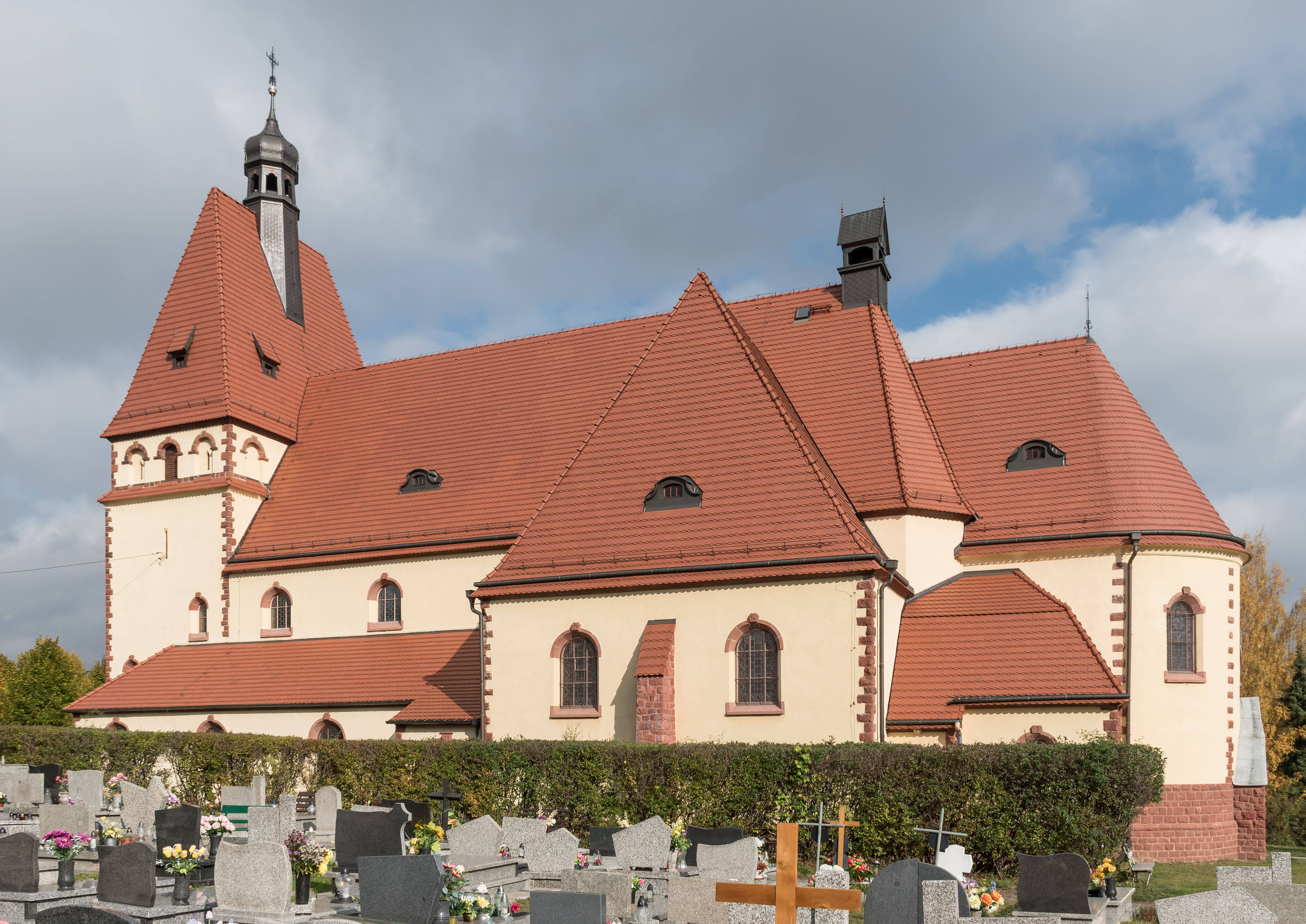
Церковь Св. Барбары
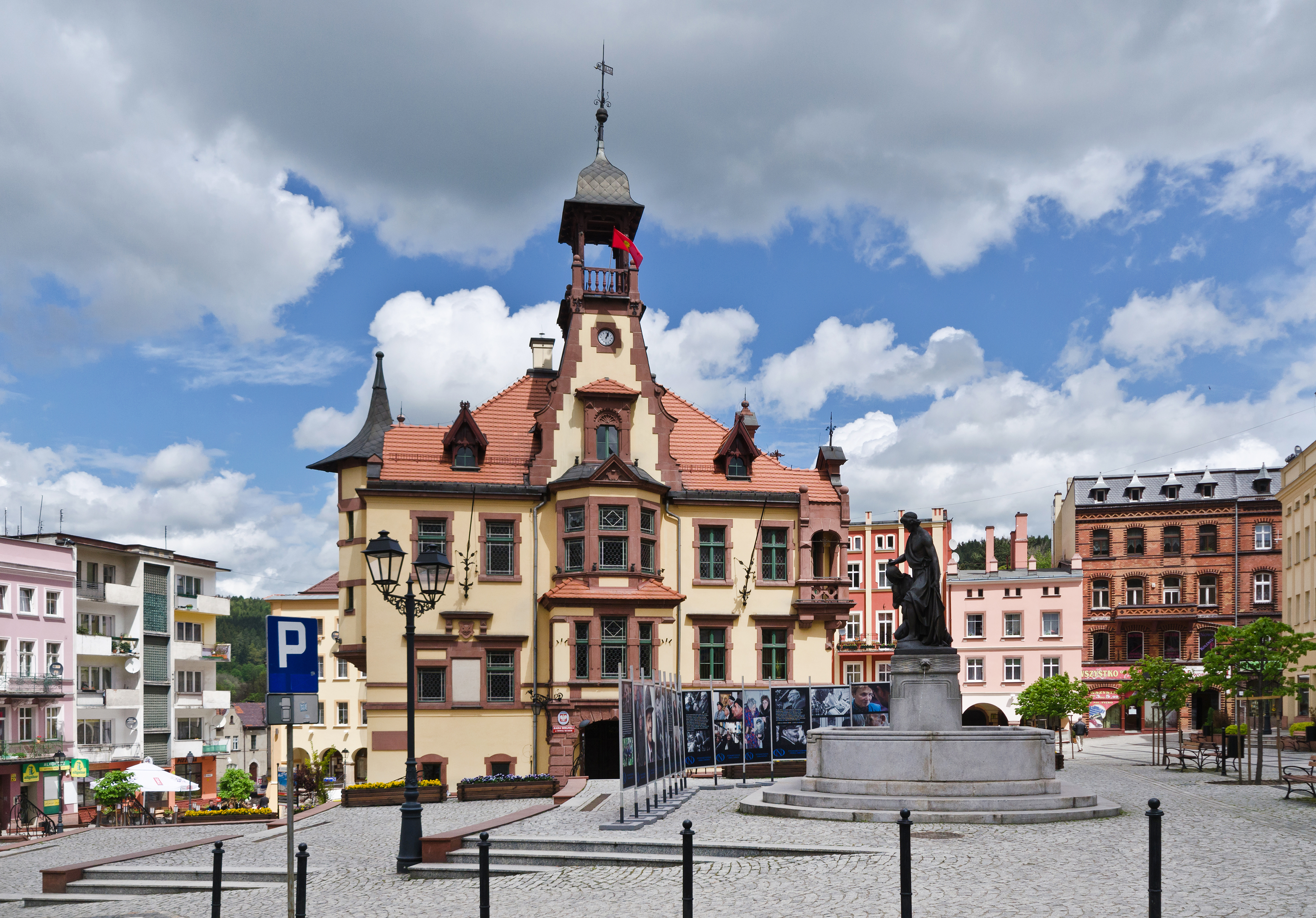
Ратуша
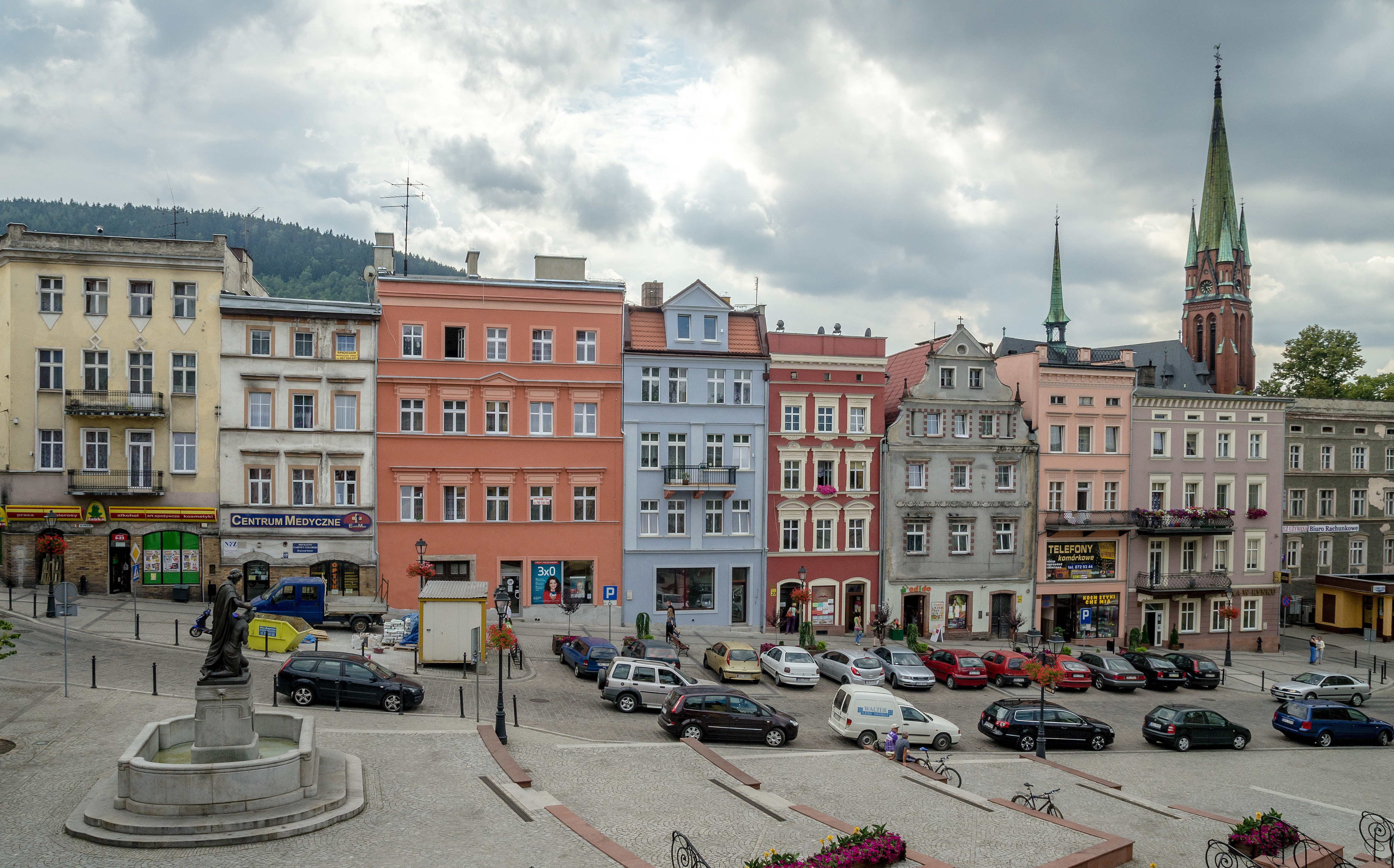
Рыночная площадь
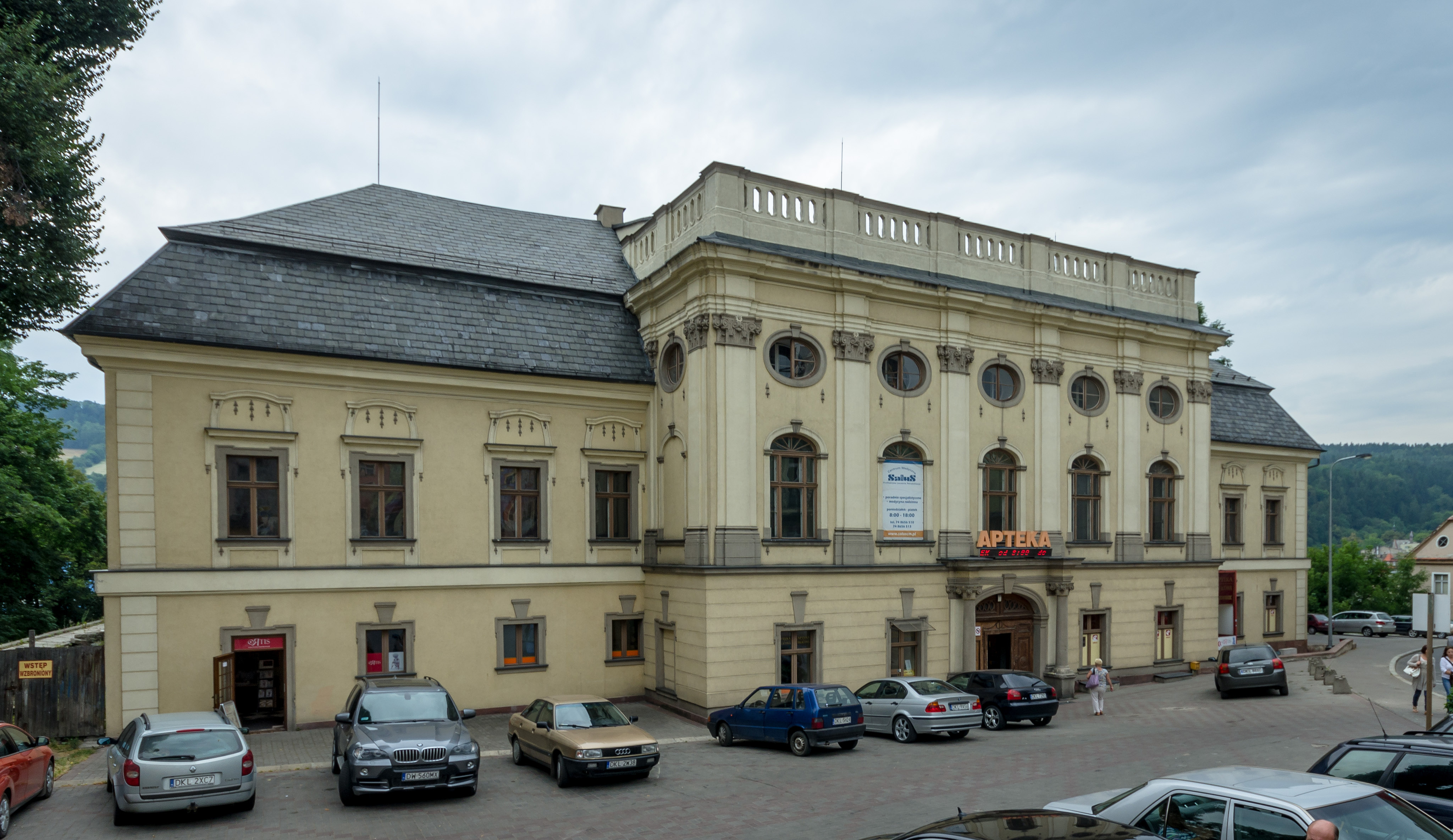
Здание аптеки
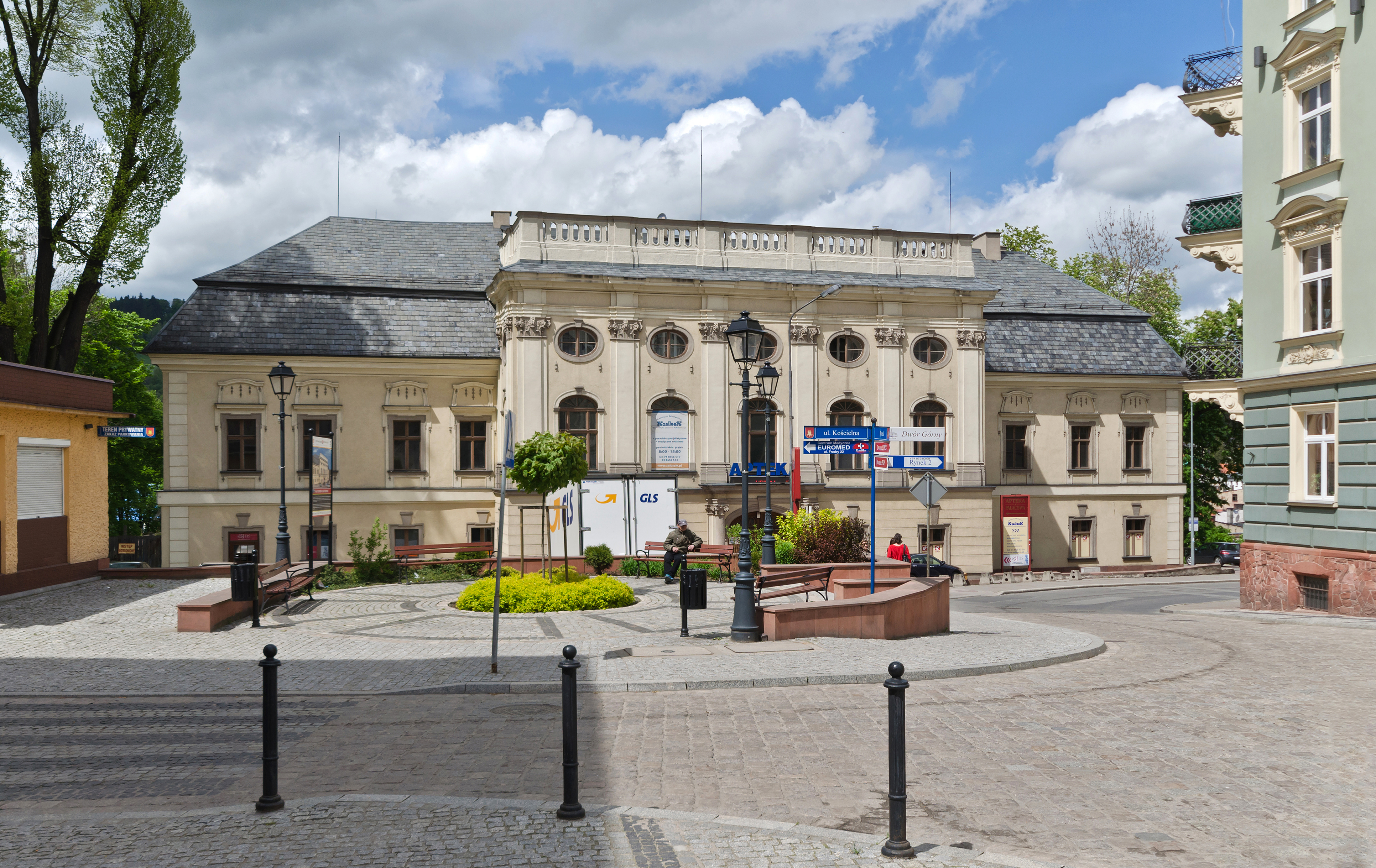
Замок Нойероде
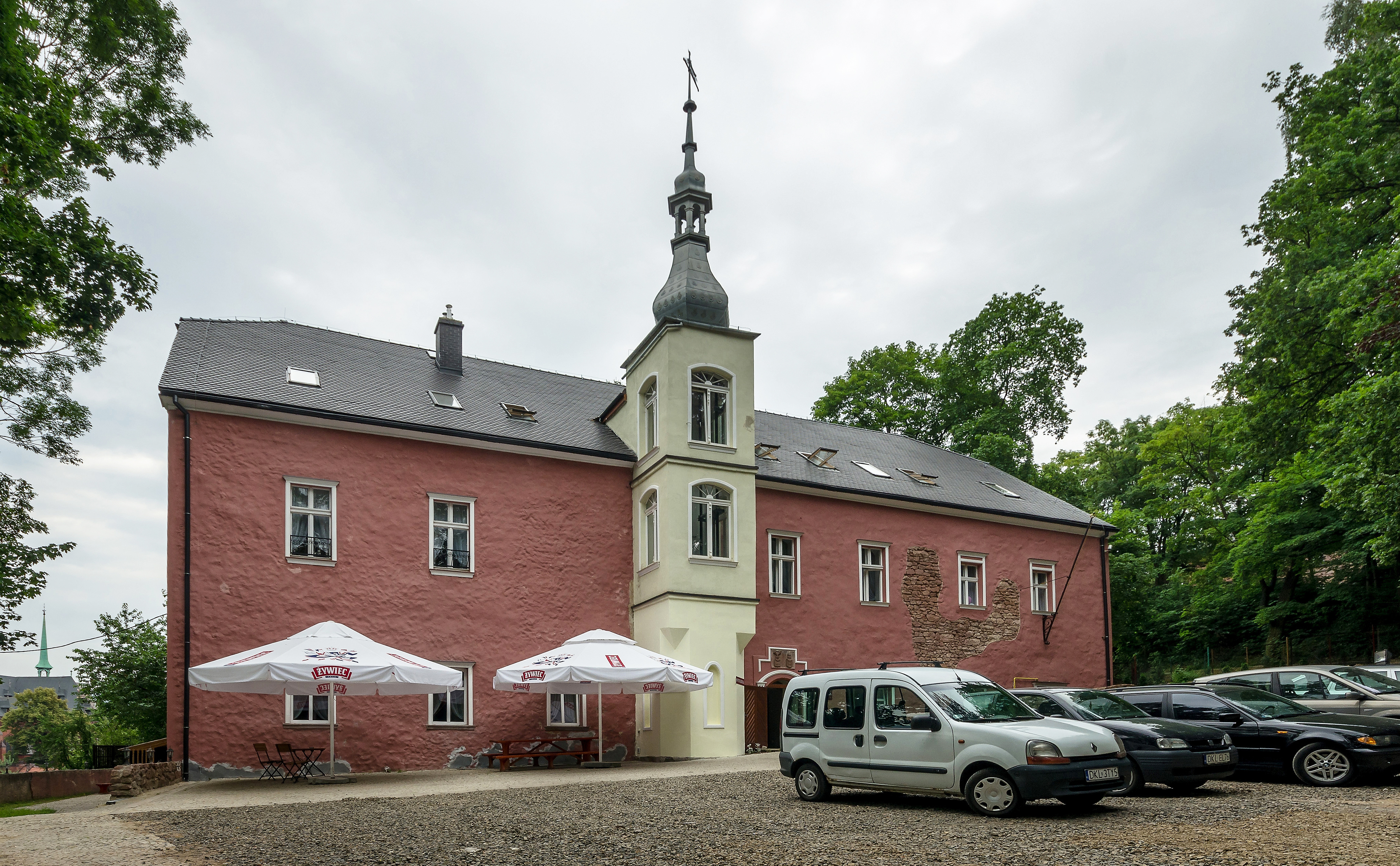
Замок Обервальдитцер